# Rewa (řeka)
Rewa je největší řeka na Fidži. Nachází se ostrově Viti Levu, pramení severně od hory Tomanivi, nejvyššího vrcholu Fidži, odkud teče jihovýchodním směrem do zálivu Laucala Bay, v blízkosti Suvy. Významnými pravobřežními přítoky jsou řeky Wainimala a Waidina, horní část toku se od soutoku s řekou Wainimala nazývá také Wainibuka. Rewa odvodňuje území o rozloze cca 2900 km², tedy přibližně jednu třetinu ostrova Viti Levu, průtok značně kolísá v závislosti na tropických cyklónech, kdy průtoky dosahují v ústí až 7000 m³/sec a způsobují ničivé povodně, v suchém období cca 60 m³/sec, průměrný roční průtok pak činí cca 350 m³/sec. Celková délka toku je cca 145 km.
Rewa je dále napájena mnoha dalšími menšími toky, do moře ústí širokou deltou. Tok je splavný pro malé čluny až 100 kilometrů od ústí, zejména dolní tok je bohatý na mocné naplaveniny. Na povodí byl vybudován výstražný protipovodňový systém. Na březích řeky se nachází více než 200 domorodých vesnic. U Nausori je přemostěna novým čtyřpruhovým silničním Rewským mostem. Po řece se v minulosti dopravovala v člunech cukrová třtina z plantáží do cukrovaru v Nausori.